# 몰리 필립스
몰리 도리엔 필립스(영어: Mollie Doreen Phillips, 1907년 7월 27일 - 1994년 12월 15일)는 영국의 피겨 스케이팅 선수였다. 그녀는 스포츠의 선구자로 간주된다. 필립스는 1932년 동계 올림픽 개막식에서 국기를 이끄는 최초의 여성이었다. 1961년에 그녀는 커마던셔의 높은 보안관, 타이틀을 보유하는 최초의 여성이 되었다.

## 인물 정보
몰리 도리엔 필립스는 1907년 7월 27일에 런던에서 태어났다. 그녀의 아버지는 조지 필립스였다.
그녀는 링컨의 여관에서 공부했지만 피겨 스케이팅에서 시간의 대부분을 집중했다. 1949년에 그녀는 소녀 가이드 협회 커마던셔 카운티 감독관이 되었다. 그녀는 평화의 정의, 지역 경찰 기관의 회원 및 소득세의 일반 위원을 포함하여 기타 다양한 공공 약속을 가졌다. 1949년에 필립스는 낙농 농장의 관리자가 되었고, 젖소의 개종으로 또다른 경력을 발견했다.
필립스는 1994년 12월 15일에 87세의 나이로 그레이터 런던 램베스에서 죽었다.

### 선수 경력
필립스는 하워드 니콜슨의 훈련을 받았고 로드니 머독과 대회에 출전하기 위해 짝을 지었다. 1933년에 그들은 유럽 피겨 스케이팅 선수권 대회에서 영국이 우승한후 동메달을 획득했고, 파트너로서 스케이트를 탔다.
필립스는 1932년 레이크 플래시드 동계 올림픽과 1936년 가르미슈파르텐키르헨 동계 올림픽에 출전했다. 그녀는 피겨 스케이팅 여자 싱글 부문에서 활약했고, 각각 9위와 11위를 했다.
필립스는 국기를 날랐고 올림픽에서 그녀의 국가 대표팀을 지도하는 최초의 여성이었다.